# 劉觀 (正統丁卯舉人)
劉觀（15世紀—16世紀），山東萊州府平度州人，明朝政治人物。

## 生平
劉觀是正統十二年（1522年）丁卯科舉人，授金壇知縣，為政廉靜公恕，誠心愛民，每天只吃齋菜白粥，妻子對他嘆息：「這是好清官的飯麼？」他笑而開解對方。每次遇上旱災，他總會祈禱下雨，半夜聽到雷聲就披上衣服下拜，同時革除地方弊病，曾在牆壁寫下：「私意半毫無地入，公心一片有天知。」不久陞為晉州知州，再轉為絳州知州，廉勤而威斷，讓吏畏民懷，三年後請求退休獲准，即時起程上路，如古人一樣。

## 引用
1. 1 2  乾隆《鎮江府志·卷三十四·名宦下》：劉觀，山東平度州人，舉人，成化三年知金壇縣，廉靜公恕，誠于愛民，甚有惠政，食朝夕惟虀粥，妻每嘆曰：「此好清官飯耶？」即觀笑而諭之。每遇旱禱雨輒應，中夜聞雷則披衣起拜，凡民間利病率為興革之，嘗題壁曰：「私意半毫無地入，公心一片有天知。」陞晉州知州。
2. ↑  道光《平度州志·卷五·選舉》：正統……丁卯科（舉人） 劉觀 晉州、絳州知州
3. ↑  咸豐《晉州志·卷五·官寮志》：明知州……劉觀，山東平度州人，由舉人成化三年任
4. ↑  乾隆《直隸絳州志·卷七·宦績》：劉觀，平度州人，成化間知絳州，廉勤威斷，吏畏民懷，居三年乞休獲請，即單車就道，循良之迹去就之義，不愧古人。